# Joseph Lederer
Joseph Lederer   (Suàbia, 15 de gener de 1733 - Ulm, 22 de setembre de 1796) fou un músic del monestir sud-alemany de Klosterneuburg i també fou compositor.

## Biografia
Lederer provenia de la família del teixidor J. Ulrich Lederer de Ziemetshausen. El seu nom era inicialment Anton, després va rebre el nom del monestir Josep. Va assistir a l'escola secundària del monestir dels cànons agustins "Zu den Wengen" a Ulm. Després va entrar en aquest monestir i va treballar com a director musical, organista i professor de teologia.
 De l'escola secundària monestir va crear nombrosos drames musicals. Durant el primer gran viatge de la família Mozart a Europa, era molt probable que Leopold Mozart i els seus fills prodigiós es trobessin, ja que Leopold Mozart va visitar el seu amic d'Augsburg, el mestre del cor Peter Obladen, al monestir de Wengen. El 1781, Lederer va publicar la col·lecció de piano "Apparatus Musicus" a l'editorial Augsburg de Johann Jakob Lotter.

## Obres

### Composicions
- La fermesa, o Thomas Count Aquinas. Un Singspiel. Ulm 1766.[7]
- Sis misses curtes, fàcils i cantables, destinades principalment als cors del país i als monestirs de dones. JJ Lotter, Augsburg 1776/1781
- Alguna cosa de la Xina. Una opereta en 3 actes. Ulm 1777.
- Cinc Vespres, un total de cinc altres salms que es produeixen al llarg de l'any, un Magnificat especial i un Stabat Mater, curt, fàcil, cantable. Ulm 1780.
- Aparells Musicus (també "estoc musical") format per 18 versos, 17 preambles, minuets, trio, tres sonates i una ària en partitura completa. Lotterer, Augsburg. 1781.
- Els joves recluten. Una estranya opereta en tres actes. Ulm 1781.
- Cançó alta de Salomó; un Singspiel sobre l'estat de l'Església de Déu des de l'època de David fins a la fi del món. Burghausen 1788.

### Escrits
- Nova i senzilla manera de solmetre; a més d'altres avantatges per aprendre l'art de cantar en poc temps. Ulm 1756.
- Diss. Apologetica de brutorum animabus. 1758 Günzburg.
- Disculpeu-vos. de culture SS angelorum et apparitione S. Michaelis archang. a Monte Gargano. Vind. D'agost. 1761
- Crònica de l'abadia nàutica dels cànons regulats als Wengen a Ulm, breument escrita com a convent del 28 de setembre al 5 d'octubre de 1783, celebrant el seu 600 aniversari. Augsburg 1783.
- La fermesa en la fe; fet per l'home comú. Ulm 1784.

### Mostres d'àudio
- Moviment cantata "sunt vana profana". Amb Theresa Mack (soprano), Jessica Triebelhorn (violí) i Siegfried Gmeiner (orgue), van actuar a la Wengenkirche a Ulm, el juny de 2013.
- Preludi en G major. De: Apparatus Musicus. Interpretat per Siegfried Gmeiner a l'orgue del cor de la Wengenkirche d'Ulm

## Edicions modernes
- Joseph Lederer. Apparatus Musicus (Ed. Rudolf Walter), Doblinger, Viena, 2007
- Joseph Lederer. Estic vana profana. Cantat per a violí, soprano, orgue i violoncel (Ed. Wolfgang Schäfer). Editorial Cornetto, Stuttgart, 1999.